# مايك تومسون (سياسي أمريكي)
مايك تومسون (بالإنجليزية: Mike Thompson)‏ هو سياسي أمريكي، ولد في 11 أكتوبر 1976 في أوكلاهوما سيتي في الولايات المتحدة. حزبياً، نشط في الحزب الجمهوري. وقد انتخب عضو مجلس نواب أوكلاهوما.